# Contea di Cumberland (Pennsylvania)
La contea di Cumberland (in inglese Cumberland County) è una contea dello Stato della Pennsylvania, negli Stati Uniti. La popolazione al censimento del 2010 era di 235 406 abitanti. Il capoluogo di contea è Carlisle.

## Geografia fisica
La contea si trova nella parte meridionale dello Stato. È costituita da una regione collinare appartenente alla provincia fisiografica dell'Appalachian Ridge and Valley, delimitata a nord dalla Blue Mountain, a est dal fiume Susquehanna, a sud-est dal Yellow Breeches Creek e a sud dai monti Blue Ridge. Carlisle è sede del Dickinson College.

### Contee confinanti

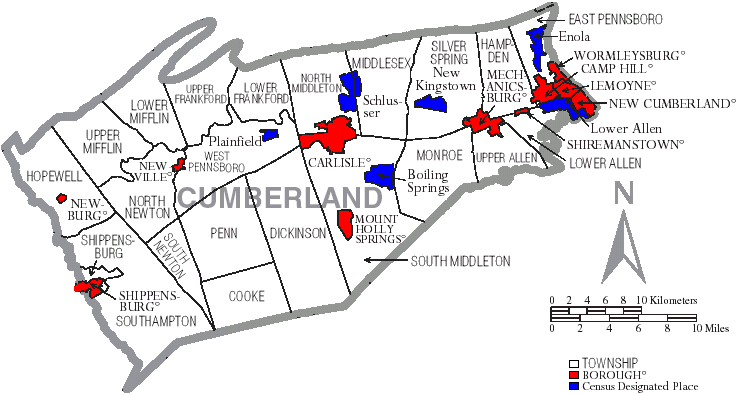
Cartina della Contea di Cumberland con la suddivisione amministrativa in comuni. In rosso sono indicate city e borough, in bianco le township e in blu i Census-designated place

- Contea di Perry - nord
- Contea di Dauphin - est
- Contea di York - sud-est
- Contea di Adams - sud-ovest
- Contea di Franklin - ovest

## Storia
Negli anni 1730, immigrati inglesi, tedeschi e scoto-irlandesi si stabilirono nell’area della Pennsylvania centro-meridionale conosciuta come Contea di Cumberland. La contea fu creata nel 1750 e prese il nome dall'omonima contea in Inghilterra.

## Centri abitati

### BorougheTownship[6]
| - Camp Hill - borough - Carlisle (capoluogo) - borough - Cooke - township - Dickinson - township - East Pennsboro - township - Hampden - township - Hopewell - township - Lemoyne - borough - Lower Allen - township - Lower Frankford - township - Lower Mifflin - township - Mechanicsburg - borough - Middlesex - township - Monroe - township - Mount Holly Springs - borough - New Cumberland - borough - Newburg - borough - Newville - borough | - North Middleton - township - North Newton - township - Penn - township - Shippensburg - borough - Shippensburg - township - Shiremanstown - borough - Silver Spring - township - South Middleton - township - South Newton - township - Southampton - township - Upper Allen - township - Upper Frankford - township - Upper Mifflin - township - West Pennsboro - township - Wormleysburg - borough |

### CDP
- Boiling Springs
- Enola
- Lower Allen
- Messiah College
- New Kingstown
- Plainfield
- Schlusser
- Shippensburg University
- West Fairview